# 914 Palisana
Palisana (asteróide 914) é um asteroide da cintura principal com um diâmetro de 76,61 quilómetros, a 1,9329696 UA. Possui uma excentricidade de 0,213405 e um período orbital de 1 407,04 dias (3,85 anos).
Palisana tem uma velocidade orbital média de 19,00009804 km/s e uma inclinação de 25,22368º.
Esse asteroide foi descoberto em 4 de Julho de 1919 por Max Wolf.
O seu nome é uma homenagem ao astrônomo austríaco Johann Palisa.